# Klaus Rumpf
Klaus-Johannes Rumpf ist ein deutscher Schauspieler und Regisseur.

## Leben und Wirken
Der Bruder des Schauspielers Bernd Rumpf inszenierte in den vergangenen Jahren zahlreiche Stücke für diverse Bühnen und führte Regie für das Fernsehen. Seine Inszenierungen der Stücke Die Feuerzangenbowle und Hochzeit bei Zickenschulze für die TheaterGemeinde Berlin wurden jeweils zur Aufführung des Jahres gewählt. Rumpf führte mehrere Jahre Regie im Berliner Hansa-Theater.
Hin und wieder arbeitete er mit seiner Frau, der Schriftstellerin und ehemaligen Schauspielerin Sabine Thiesler(-Rumpf) zusammen. So inszenierten sie Theaterstücke wie Berliner Jungs oder standen als Liebespaar in einer Folge von Dieter Hallervordens erfolgreichen Serie Didi – Der Untermieter vor der Kamera.
2005 übernahm er für Willi Messinger die Leitung des Theaters Hasselbach (Taunus).
Rumpf lebt mit seiner Ehefrau in der Toskana.

## Filmografie
- 2001: Insulaner (Friedrichstadtpalast / Kleine Revue) – als Regisseur
- 1999: Zum Glück verrückt – Eine unschlagbare Familie (TV) – als Regisseur
- 1999: Der Traum vom Glück (TV) – als Regisseur
- 1997: Hochzeit bei Zickenschulze (Hansa-Theater) – als Regisseur
- 1996: Münchhausen (Hansa-Theater Berlin) – als Regisseur
- 1996: Zeugin der Anklage (Hansa-Theater) – als Regisseur
- 1996: Herz mit Schnauze (Hansa-Theater Berlin) – als Regisseur
- 1991: Jetzt oder nie (Hansa-Theater Berlin, Regie: Joachim Kerzel) – als Darsteller
- 1991: Die Feuerzangenbowle (H. Spoerl/W. Schröder, Hansa-Theater) – als Regisseur
- 1990: Falsche Spuren (Kriminalstück von Jack Popplewell) – als Darsteller
- 1990: Mutter Gräbert macht Theater (Musiktheater, Oper) – als Darsteller
- 1988: Berliner Weiße mit Schuss (TV-Serie, Folge: Blackout/Papa probt den Aufstand/Alter schützt vor Torheit nicht, Regie: Ralf Gregan) – als Darsteller
- 1986: Didi – Der Untermieter (TV-Serie, Folge "Das Verkaufsgenie", Regie: Ralf Gregan) – als Darsteller
- 1985: Bibi Blocksberg auf der Märcheninsel (Hörspielserie, Regie: Ulli Herzog) – als Sprecher
- 1983: Die spanische Fliege (Schwank, Regie: Horst Niendorf) – als Darsteller
- 1983: Kommissariat 9 (TV-Serie, Folge "Drei Rollstühle für einen Rolls Royce", Regie: Michael Mackenroth) – als Darsteller
- 1982: Single liebt Single (TV-Film, Regie: Wolf Dietrich) – als Darsteller
- 1980: Die literarische Filmerzählung – Romeo und Julia ist ein schwer spielbares Stück (TV-Film, Regie: Hilde Bechert) – als Darsteller
- 1972: Das Unheil (TV-Film, Regie: Peter Fleischmann) – als Darsteller